# GosNIIOKhT

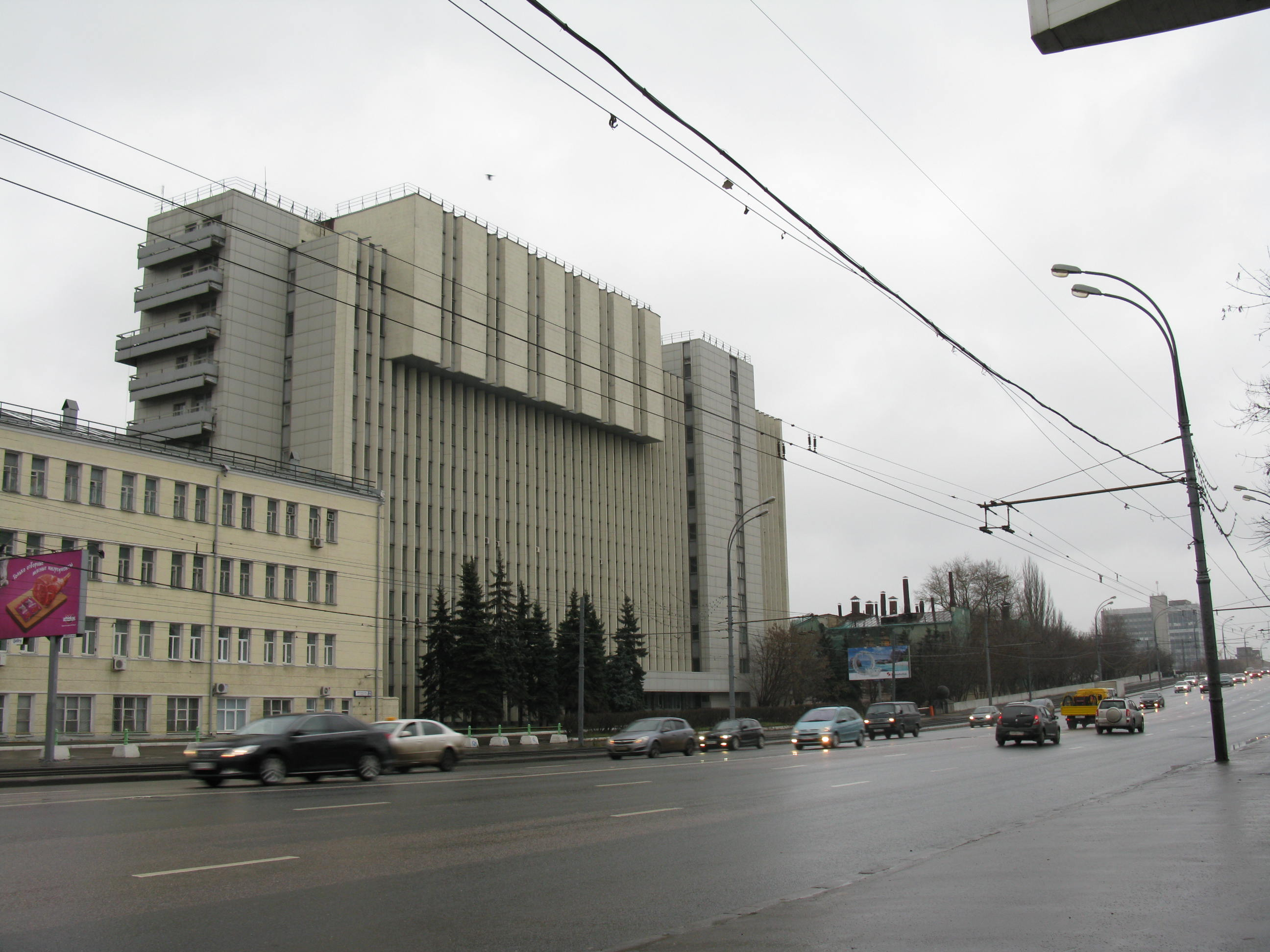
Bâtiment de gestion FSUE "GosNIIOKhT".

Le GosNIIOKhT (en russe : ГосНИИОХТ, pour Государственный научно-исследовательский институт органической химии и технологии, « Institut d'État pour la recherche scientifique en chimie organique et en technologie ») est un laboratoire de recherche russe en génie chimique dont le siège est à Moscou avec plusieurs antennes en province, notamment à Chikhany, dans l'oblast de Saratov. Il a été fondé en 1924 avec pour objet des recherches en synthèse organique. Pendant l'ère soviétique, il a joué un rôle majeur dans le développement d'armes chimiques, notamment des agents Novitchok. Y ont également été menées des recherches relatives au développement et à la production de médicaments, des essais cliniques et des études d'impact environnemental.